# Montecolognola
Montecolognola (auch Monte Colognola) ist ein Ortsteil (Fraktion, italienisch frazione) von Magione in der Provinz Perugia, Region Umbrien in Italien.

## Geografie
Der Ort liegt 1,5 km nordwestlich des Hauptortes Magione und 16 km westlich der Provinz- und Regionalhauptstadt Perugia an einer Anhöhe zwischen dem Lago Trasimeno und Magione. Der Ort liegt bei 410 m s.l.m. und hatte 2001 131 Einwohner. Im Norden grenzt der Ort an Torricella und 2,5 km südwestlich liegt Monte del Lago (beide Orte sind Fraktionen von Magione).

## Geschichte
Der Ort entstand in den 1250er-Jahren, als die Untergebenen der Cavalieri Gerosolimitani aus Magione (damals Pian di Carpine) das Gebiet dem Bischof von Perugia abkauften und hier Gebäude errichteten, um sich gegen die Herren der Gerosolimitani zu stellen. Am 17. Mai 1261 bat Alexander IV. die Stadt Perugia um eine Intervention. Daraufhin zerstörten die Truppen aus Perugia den Ort vollständig. Das Kastell von Montecolognola entstand in den 1290er Jahren, diesmal mit Erlaubnis aus Perugia. Der Ort zählte 1410 bereits 561 Einwohner. Mit Erlaubnis aus Perugia wurden 1481 die Wehrmauern verstärkt. 1643/44 wurde der Ort vom Großherzogtum Toskana unter Ferdinando II. de’ Medici belagert, die entstandenen Schäden an den Wehranlagen und Häusern wurden später nicht wieder repariert.

## Sehenswürdigkeiten
- Santissima Annunziata, Kirche und Pieve im Ortskern, die erstmals 1361 als Pieve di S. Maria de castro Montis Cholognole erwähnt wurde. Das Dach wurde 1945 nach Schäden aus dem Zweiten Weltkrieg repariert und restauriert, ebenso der Glockenturm. Eine weitere Restaurierung fand 1969 statt. Enthält Fresken von Gerardo Dottori[2], die 1949 entstanden.[5]
- Befestigungsanlagen, entstanden im späten 13./frühen 14. Jahrhundert.[4]
  - Befestigungstor Porta del Castello, Doppeltor und Hauptzugang zum Ort. Das Tor entstand ab 1296.[4]
  - Befestigungstor Porta Nuova auch (Porta Fiorentina), heutige Burgtorruine.[4]
- Madonna delle Fontanelle, Sanktuarium ca. 500 m südlich des Ortskern. Entstand 1508[2] und wurde 1550 um ein Kloster mit Kreuzgang erweitert.[6]
- Santa Lucia, Kirchenruine ca. 1 km nordöstlich des Ortskerns, die schon im 16. Jahrhundert nicht mehr genutzt wurde.[7]

Bilder von Montecolognola
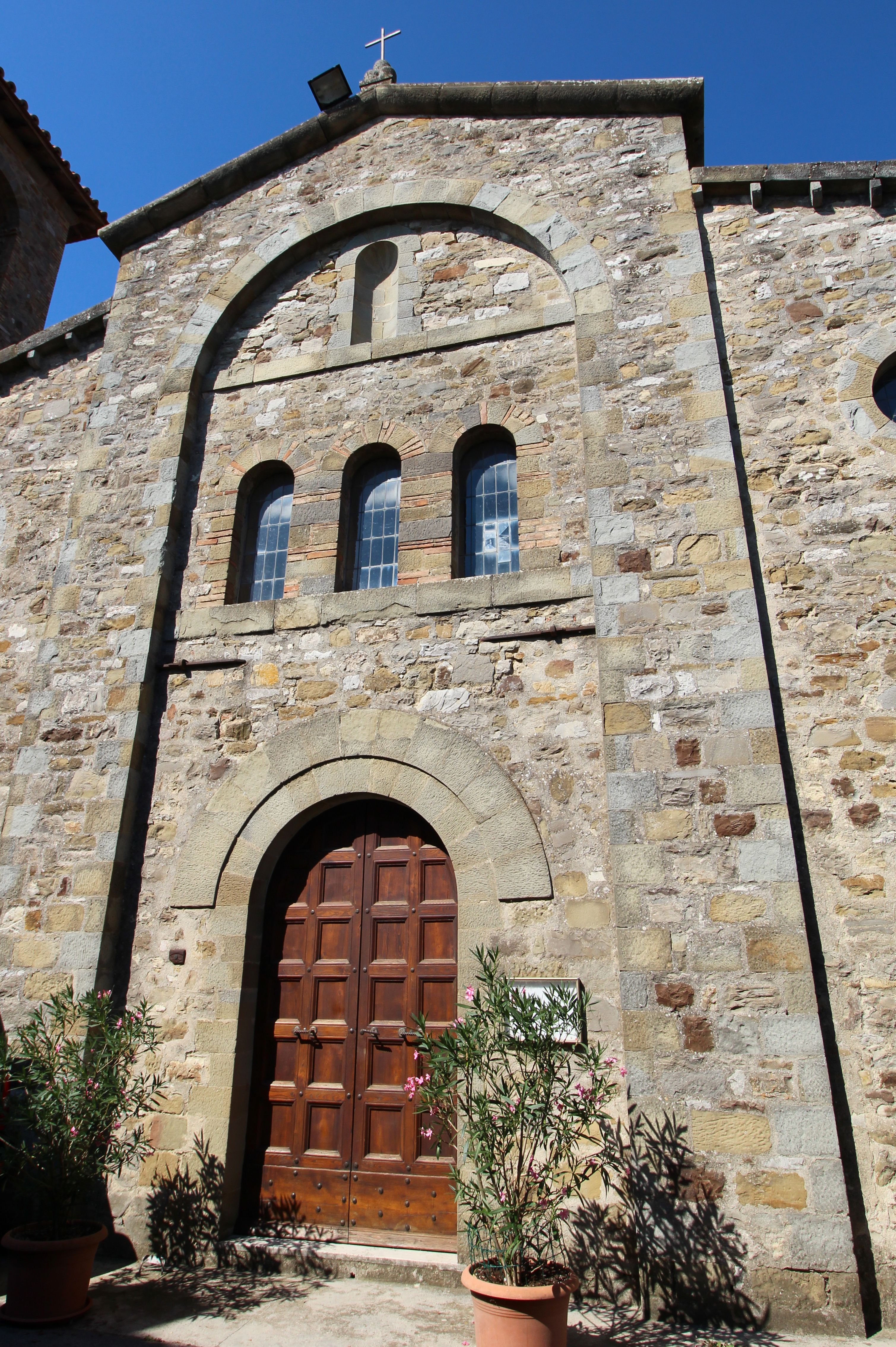
Die Kirche Santissima Annunziata
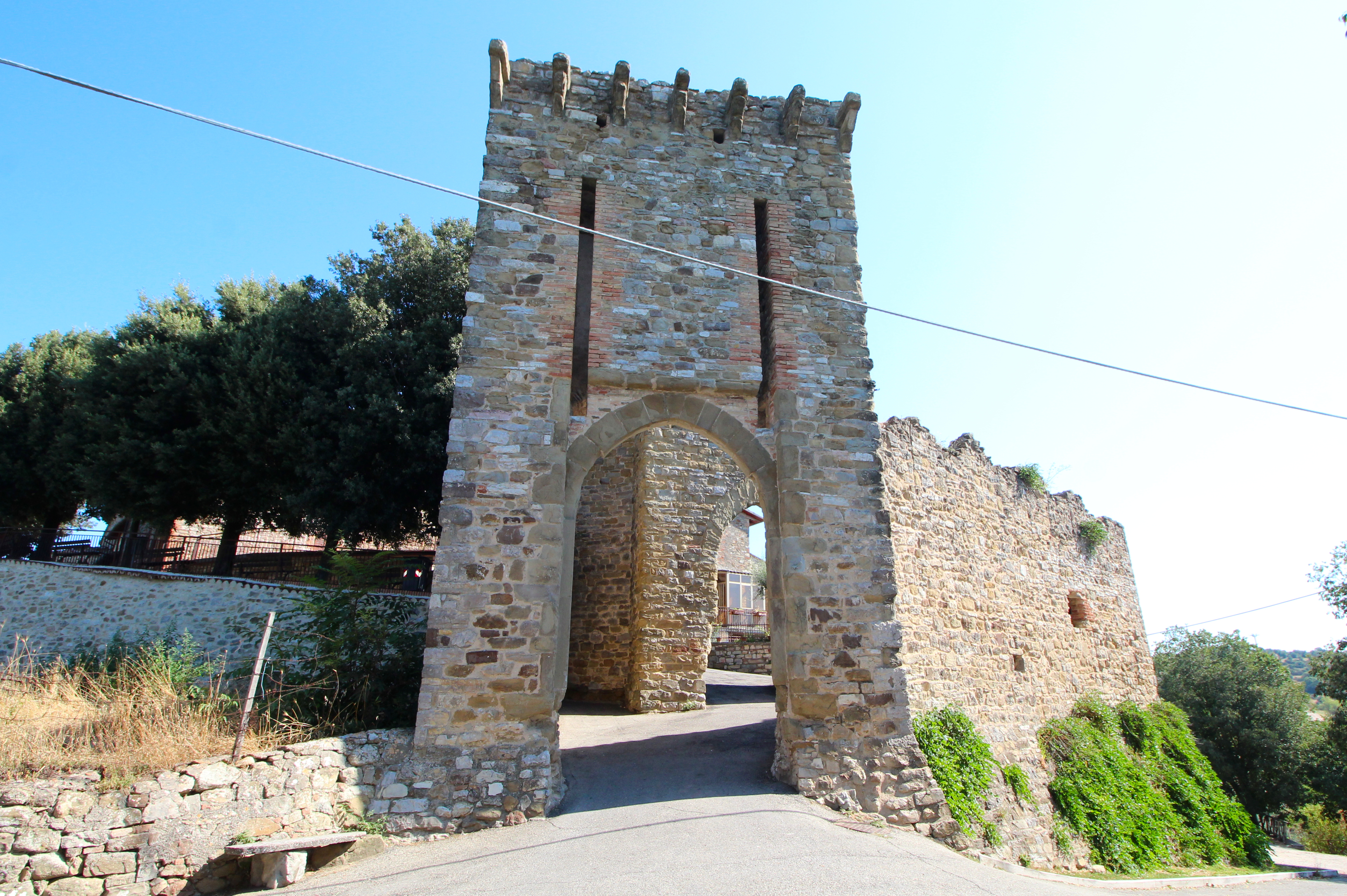
Das Befestigungstor Porta del Castello
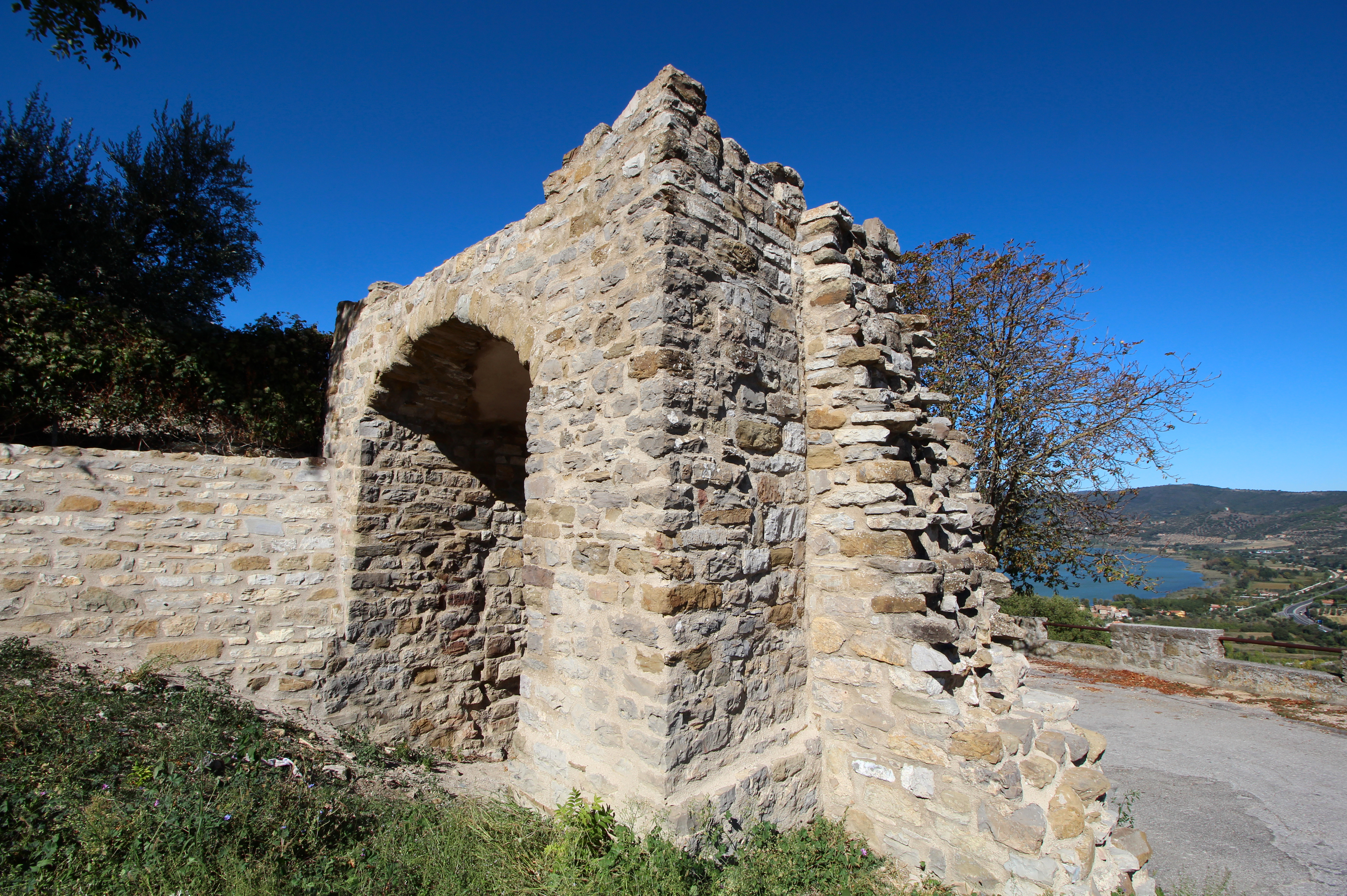
Das Befestigungstor Porta Nuova
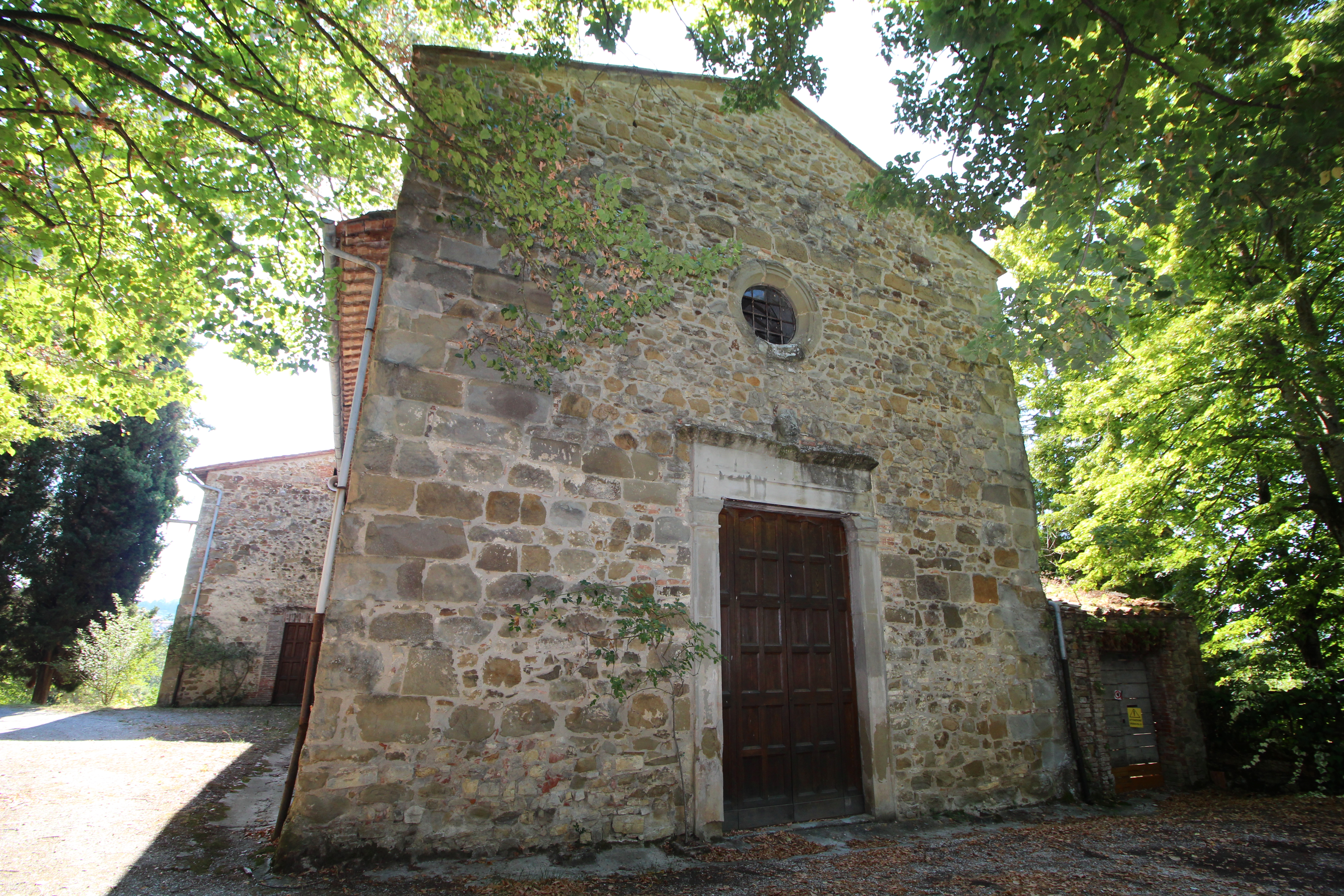
Das Sanktuarium Madonna delle Fontanelle

## Verkehr
- Die nächstgelegene Anschlussstelle an den Fernverkehr liegt in Torricella, ca. 1 km nördlich. Hier besteht ein Anschluss an den Raccordo autostradale 6.
- Der nächstgelegene Bahnhof liegt ebenfalls in Torricella. Er liegt an der Bahnstrecke Terontola-Foligno.